# Memo Villegas

Memo Villegas

Guillermo Villegas Román (Metepec, Estado de México, 25 de junio de 1987), conocido como Memo Villegas, es un actor y comediante mexicano.

## Biografía y carrera

### 1987-2005: primeros años
Guillermo Villegas Román nació el 25 de junio de 1987 en Metepec, Estado de México. En su infancia, aspiraba a ser futbolista, pero mientras se encontraba cursando el sexto grado de primaria y actuó en la obra de teatro escolar de La bella y la bestia, se intereso por la actuación. Posteriormente, durante el transcurso de su educación secundaria y preparatoria, comenzó a asistir a diversos talleres de teatro.
Influenciado por su hermano mayor, el actor Raúl Villegas Román, en 2005, a los 18 años de edad, dejó su casa en el Estado de México y emigró a Ciudad de México, donde terminó sus estudios de bachillerato y curso un año de iniciación artística con el fin de averiguar sí tenía aptitudes para el teatro.

### 2006-2017: inicios como actor
En 2006, tuvo su primera oportunidad como actor participando con un papel secundario en una película de bajo presupuesto titulada, Jugando con la muerte. Un año después, en 2007, se adentró a estudiar una licenciatura en actuación, en la Escuela Nacional de Arte Teatral (ENAT), perteneciente al entonces conocido como Instituto Nacional de Bellas Artes (INBA). El mismo año, inició su carrera como actor profesional, y en 2009 obtuvo su primer papel importante en una película, protagonizando Rabioso sol, rabioso cielo, un drama romántico sobre dos hombres que mantienen una compleja relación amorosa.
Su filmografía prosiguió interviniendo en cortometrajes y en cintas, en las que apareció con papeles de reparto, como Sucedió en un día (2010), No eres tú, soy yo (2010), Días de gracia (2011), Hacia Asia (2012), Carmín Tropical (2014), y El elegido (2016). En 2017, debutó en televisión apareciendo en el episodio «Hansel y Gretel» de la serie Érase una vez, producida por Televisa.

### 2017-presente: éxito profesional
Luego de intervenir en las series Narcos: México, en 2018, y La bandida, en 2019, fue en este último año en que Villegas se dio a conocer mediáticamente gracias a un sketch que realizó para la serie Backdoor, en el que interpretó a un policía que termina drogándose con cocaína al probar el citado narcótico, para según él, convencer a sus compañeros de que era harina. Dicha personificación se hizo viral en redes sociales y se convirtió en un fenómeno de internet, lo que le permitió obtener exposición como actor luego de haber luchado por varios años con encontrar más trabajo en otros medios, alejado de sus labores teatrales y papeles de poco reconocimiento.
En 2020, trabajó por primera vez para la plataforma de streaming estadounidense Netflix, personificando al político mexicano Luis Miranda Nava en la miniserie Historia de un crimen: La búsqueda, basada en el caso policíaco de Paulette Gebara Farah. De su papel con Backdoor, en 2022, en colaboración con Comedy Central y Prime Video, se produjo y lanzó la serie de televisión Harina, el teniente vs. El Cancelador, en la que Villegas protagonizó como el «Teniente Edson Prieto», apodado como el «Teniente Harina», el mismo rol del sketch que le dio cobertura mediática. La primera temporada de la emisión fue lanzada el 10 de marzo de 2022, y el 14 de agosto de 2023 se anunció el lanzamiento de la segunda, la cual se estrenó el 11 de octubre del mismo año. También en 2023, Villegas fue protagonista en las películas de Netflix, El último vagón y La gran seducción, y actor secundario en la serie Ojitos de Huevo, en la que trabajo junto a su hermano Raúl, asimismo, estelarizó las cintas distribuidas por Videocine, Nada que ver y Sobreviviendo Mis XV, y las producciones de Prime Video, Casando a mi ex y Divina señal.
El 24 de mayo de 2024, debutó como actor de doblaje luego de prestar su voz para doblar al español latino al personaje del gato Garfield en The Garfield Movie, una película animada estadounidense. El 3 de julio, en la primera entrega de los Premios Aura, se le otorgó uno en la categoría a mejor actuación de comedia por su trabajo en la segunda temporada de Harina, el teniente vs. El Cancelador. El mismo año, protagonizó la cinta de comedia deportiva, V de Víctor, y la serie de comedia familiar, Profe Infiltrado.

## Filmografía

### Comerciales
| Año  | Título                                                 | Marca               | Papel                         |
| ---- | ------------------------------------------------------ | ------------------- | ----------------------------- |
| 2018 | Tostitos Letanía                                       | Frito-Lay           | Vendedor de tostitos          |
| 2019 | Tostitos vacaciones con todo                           | Frito-Lay           | Vendedor de tostitos en playa |
| 2020 | ¡El mezcal para todos, todas, todes!                   | Mezcal Ojo de Tigre | Director de comercial         |
| 2021 | Da el clic, dale otro, te lo llevas                    | Hot Sale México     | Vendedor de Hot Sale          |
| 2021 | Tostitos Tosticentro                                   | Frito-Lay           | Vendedor de tostitos          |
| 2024 | Cuenta con Clorets Plus para que no te la apliquen     | Clorets plus+       | Vendedor en tienda            |
| 2025 | ¿Algo bueno? ALGO BIEN 👌 con CLARAS DE HUEVO SAN JUAN | Huevo San Juan      | Él mismo                      |

### Cine
| Año  | Título                                                | Papel                      | Notas                 |
| ---- | ----------------------------------------------------- | -------------------------- | --------------------- |
| 2006 | Jugando con la muerte                                 | Juez en el Palenque        |                       |
| 2008 | 40° a la sombra                                       | Joven                      | Cortometraje          |
| 2009 | Sin nombre                                            | Orlando                    |                       |
| 2009 | Rabioso sol, rabioso cielo                            | Ryo                        |                       |
| 2010 | Atmósfera                                             | Felipe                     | Cortometraje          |
| 2010 | Sucedió en un día                                     | Felipe                     | Segmento «Atmósfera»  |
| 2010 | No eres tú, soy yo                                    | Empleado psiquiatra        |                       |
| 2011 | Días de gracia                                        | Tipo 2                     |                       |
| 2012 | Hacia Asia                                            | Álvaro                     | Cortometraje          |
| 2013 | Las horas muertas                                     | Conductor de colchones     |                       |
| 2014 | México Bárbaro                                        | Informante                 | Segmento «Tzompantli» |
| 2014 | Carmín Tropical                                       | Hermano de Daniela         |                       |
| 2016 | El elegido                                            | Hombre uniformado al mando |                       |
| 2016 | M.A.M.O.N. (Monitor Against Mexicans Over Nationwide) | Taquero                    | Cortometraje          |
| 2018 | Una mujer sin filtro                                  | Técnico                    |                       |
| 2019 | Guadalupe Reyes                                       | Artur                      |                       |
| 2020 | Asylum: Twisted Horror and Fantasy Tales              | Taquero                    | Segmento «MAMON»      |
| 2020 | Escuela para Seductores                               | Waldo                      |                       |
| 2020 | Ojo de Tigre Mezcal                                   | Director                   | Cortometraje          |
| 2021 | Noche de fuego                                        | Leonardo                   |                       |
| 2021 | El mesero                                             | Luis                       |                       |
| 2021 | Va Por Diego                                          | Oficial Armando            |                       |
| 2022 | Trigal                                                | Raíl                       |                       |
| 2023 | La novia de América                                   | Edgardo                    |                       |
| 2023 | Casando a mi ex                                       | Luis                       |                       |
| 2023 | Nada que ver                                          | Carlos                     |                       |
| 2023 | El último vagón                                       | Hugo Valenzuela            |                       |
| 2023 | Divina señal                                          | Chuma                      |                       |
| 2023 | La gran seducción                                     | Germán                     |                       |
| 2023 | Sobreviviendo Mis XV                                  | Leopoldo                   |                       |
| 2024 | V de Víctor                                           | Víctor                     |                       |

### Doblaje
| Año de trabajo | Título             | Papel    | Actor doblado | Notas            |
| -------------- | ------------------ | -------- | ------------- | ---------------- |
| 2024           | The Garfield Movie | Garfield | Chris Pratt   | Película animada |

### Televisión
| Año           | Título                                | Papel                                   | Notas                               |
| ------------- | ------------------------------------- | --------------------------------------- | ----------------------------------- |
| 2017          | Érase una vez                         | Toño García «el Pájaro»                 |                                     |
| 2017          | La Hermandad                          | Calvario Cruz                           |                                     |
| 2018          | Narcos: México                        | Sammy Álvarez                           |                                     |
| 2019          | La bandida                            | Ramiro Pedrajo                          |                                     |
| 2019          | La Guzmán                             | Jhon Delgado                            |                                     |
| 2019-2020     | Backdoor                              | Varios personajes                       |                                     |
| 2020          | Run Coyote Run                        | Juan Fe                                 | Episodio: «los estudiantes de cine» |
| 2020          | Historia de un crimen: La búsqueda    | Luis Miranda Nava                       | Miniserie                           |
| 2020          | La Culpa es de La Malinche            | Personaje desconocido                   | Episodio: «los chimes»              |
| 2020          | Mirreyes vs Godinez Home Office       | Él mismo                                | Especial de televisión              |
| 2020          | Nos Cayó La Noche                     | Él mismo                                | Invitado                            |
| 2020-presente | Cómo sobrevivir soltero               | Adán Farré / Adan Farre                 |                                     |
| 2022          | Natural Born Narco                    | Rayo                                    |                                     |
| 2022          | El Grupo                              | Jonás                                   | Serie estilo pódcast                |
| 2022          | La Divina Gula                        | Él mismo                                |                                     |
| 2022-2023     | Harina, el teniente vs. El Cancelador | Teniente Edson Prieto / Teniente Harina |                                     |
| 2023-2024     | Ojitos de huevo                       | Amigo en muletas de Alexis              |                                     |
| 2024          | Profe infiltrado                      | Profe Julián                            |                                     |

## Premios
| Año  | Premio       | Categoría                  | Trabajo nominado                                          | Resultado | Ref.   |
| ---- | ------------ | -------------------------- | --------------------------------------------------------- | --------- | ------ |
| 2024 | Premios Aura | Mejor actuación de comedia | Harina, el teniente vs. El Cancelador (segunda temporada) | Ganador   | [ 30 ] |